# 2016년 하계 올림픽 개최지 선정
2016년 하계 올림픽의 개최지로 7개 도시가 입후보했다. 출마를 희망하는 도시는 2007년 9월 13일까지 IOC에 출마를 신청하고 다음날 14일 IOC는 바쿠, 시카고, 도하, 마드리드, 리우데자네이루, 프라하, 도쿄 7개 도시의 신청을 정식으로 수락하였다고 발표하였다. 이후, 신청한 도시들은 계획 및 개요가 담긴 신청 파일을 제출했다. 2008년 6월 4일에 열린 1차 선정에서 개최 능력이 있다고 인정된 시카고, 도쿄, 리우데자네이루, 마드리드를 정식 입후보 도시로 선정하고 나머지 3개 도시는 낙선했다. 1차 심사를 통과 한 도시는 IOC에 상세한 개최 계획이 담긴 출마 파일을 제출하고, IOC 평가위원회의 현지 시찰과 프레젠테이션 등을 거쳐 2009년 10월 2일, 제121차 국제 올림픽 위원회 총회에서 개최 결정 투표가 진행되었으며, 리우데자네이루가 개최지로 선정됐다. 낙선한 6개 도시 중 마드리드, 바쿠, 도쿄, 도하는 2020년 하계 올림픽 개최지에 입후보에 나섰다.

## 유치 희망 도시
다음은 예전에 올림픽 개최를 희망했던 도시들이다.
- 태국, 방콕
방콕은 2004년 하계 올림픽 이후에 태국에서의 올림픽 개최를 열망한다는 것을 나타냈지만 2010년 하계 청소년 올림픽 개최권을 싱가포르에게 잃었다.
- 아르헨티나, 부에노스아이레스
- 남아프리카 공화국, 케이프타운과 더반
남아프리카공화국은 케이프타운과 더반에서 올림픽을 개최하는 것에 대한 흥미를 나타냈다.
- 인도, 델리
델리는 원래 입후보 할 예정이었지만 2007년 4월, 2020년 하계 올림픽에 대신 입후보하겠다고 발표했다.
- 아랍에미리트, 두바이
두바이는 신중히 고려한 후에 입후보하지 않기로 결정했다.
- 일본, 삿포로와 후쿠오카
후쿠오카와 삿포로는 일본에서 도쿄가 최종후보지로 결정됨에 따라 자동으로 탈락했다.
- 미국, 휴스턴과 필라델피아
휴스턴과 필라델피아는 미국올림픽위원회에 의해 거절되었고, 샌프란시스코도 올림픽경기장 신축비용과 로스앤젤레스가 시카고와의 국내경쟁에서 패배했을 때 포기했다.
- 터키, 이스탄불
이스탄불은 매하계 올림픽마다 입후보하려 했지만 다음번으로 미뤄졌다.
- 포르투갈, 리스본
소문에 의하면 리스본이 입후보하는걸 고려하고 있었다고 했다[출처 필요].
- 대한민국, 부산
2018 평창 동계올림픽이 개최 확정되면서 부산의 입후보가 2028년으로 미루어졌다.
- 캐나다, 몬트리올과 토론토
몬트리올과 토론토가 입후보하는 것은 밴쿠버가 2010년 동계 올림픽개최를 성공한 이후, 포기하기로 결정했다. 토론토는 요즘 2020년 하계 올림픽이나 2024년 하계 올림픽에 신청하는 것을 고려하고 있다.
- 케냐, 나이로비
케냐의 체육부가 입후보에 관심을 표명했지만 케냐올림픽위원회의 회장이 아직은 때가 아니라고 말했다.
- 이탈리아, 로마
이탈리아는 입후보하는 것에 대해 긍정적이었지만, 2020년까지 기다리기로 결정했다.
- 미국-멕시코, 샌디에이고-티후아나
두 도시간 공동개최를 의논했었다.
- 브라질, 상파울루
상파울루도 올림픽 개최에 대한 희망을 나타냈지만 브라질올림픽위원회는 2007년 팬아메리칸 게임을 치른 리우데자네이루의 경험을 더 높이 쳐주어서 리우데자네이루를 브라질의 최종후보지로 선정했다.